# سوما سايتو
سوما سايتو (斉藤壮馬 سايتو سوما) هو مؤدي اصوات ياباني ولد في 22 أبريل 1991 في محافظة ياماناشي.

## أدواره في الأنمي

### مسلسلات أنمي تلفزيونية
- أكامي غا كيل! - تاتسومي
- كايتو جوكر - شادو جوكر
- آلدنوا زيرو - يوتارو تسوموغي
- إرهاب في الصدى - تويلف
- تنمية عشيقة مبتذلة - كييتشي كاتو
- يواموشي بيدال - موتوناري تاتيباياشي
- يواموشي بيدال GRANDE ROAD - موتوناري تاتيباياشي
- هايكيو!! - تاداشي ياماغوتشي
- هايكيو!! الموسم الثاني - تاداشي ياماغوتشي
- هايكيو!! ثانوية كاراسونو في مواجهة أكاديمية شيراتوريزاوا - تاداشي ياماغوتشي
- هايكيو!! TO THE TOP - تاداشي ياماغوتشي
- كيوس دراغون: حرب التنين الأحمر - سوارو كلاتزفاري
- فرسان سيدونيا - موتشيكوني أكاي
- التلميذ المتخلف في ثانوية السحر - كي إيسوري
- بلاستيك ميموريز - ماكس
- أبطال الزهور الستة - أدليت ماير
- هل من الخطأ التعرف على الفتيات في الدانجون؟ - هيرميس
- هل من الخطأ التعرف على الفتيات في الدانجون؟ II - هيرميس
- هل من الخطأ التعرف على الفتيات في الدانجون؟ III - هيرميس
- سورد أوراتوريا - هيرميس
- يامادا-كن والساحرات السبع - كيغو شيبوتاني
- ديفاين غيت - أوتو
- البدلة المتنقلة جاندام: أيتام الدم الحديدي - ياماغي غيلمرتون
- بوبوكي بورانكي - هيراغي نونو
- بوبوكي بورانكي: عمالقة الكوكب - هيراغي نونو
- ناينتي ون دايز - كورتيو
- توكين رانبو: هانامارو - نامازوؤو توشيرو، تسورومارو كونيناغا
- توكين رانبو: هانامارو: الموسم الثاني - نامازوؤو توشيرو، تسورومارو كونيناغا
- كاتسوغيكي: توكين رانبو - تسورومارو كونيناغا
- كواليديا كود - إيتشيا سوزاكو
- ماغي: مغامرات سندباد - فيتل
- فوكا - ماكوتو ميكاسا
- WWW.ووركينغ!! - دايتشي سايتو
- كادو و الجواب الصحيح - شون هاناموري
- مندوب المبيعات الضاحك NEW - إياتا دياشيرو (الشركة الوهمية)
- مباحث معجزات الفاتيكان - لورن دي لوكا
- رحلة كينو (2017) - هيرميس
- إنفينيتي فورس - تيتسويا أزوما/ كاشرن
- بوبتيبيبيك - بوبوكو (الحلقة 9B)
- فتيان سانريو - يو ميزونو
- كاليغولا - إيكيP
- دارلينغ إن ذا فرانكس - 9'α
- هاند شيكرز - تازونا تاكاتسوكي
- تسوكيبرو ذي أنيميشن - تسوباسا أوكوي
- إس إس إس إس.غريدمان - شو أوتسومي
- لايتونز ميستري جيرني - لوك ترايتون
- بطولات أرسلان: رقصة العاصفة الترابية - جيمسا
- فيوتشر كارد باديفايت - تاسوكو ريوينجي
- فيوتشر كارد باديفايت 100 - تاسوكو ريوينجي
- فيوتشر كارد باديفايت DDD - تاسوكو ريوينجي
- فيوتشر كارد باديفايت X - تاسوكو ريوينجي
- فيوتشر كارد باديفايت X أول ستار فايت - تاسوكو ريوينجي
- فيوتشر كارد باديفايت إيس - سكايسير كروس أسترولوغيا، تاسوكو ريوينجي
- مغامرة جوجو الغريبة: الرياح الذهبية - فينيغار دوبيو
- كابتن تسوباسا - جون ميسوغي
- بنانا فيش - لاو ين تاي
- ريفيجنز - كيساكو أسانو
- مكتب نقار الخشب للتحقيق - إيسامو يوشي
- موريارتي الوطني - ويليام جيمس موريارتي
- إكس-آرم - أكيرا ناتسومي
- باكفليب!! - كويتشي ريوغاموري
- دليل الأمير العبقري لتخليص الدولة من ديونها - وين ساليما آرباليست
- أوريينت - كوجيرو كانيماكي
- التوأم الخماسي المتماثل∬ - تاكيدا

### أنمي الإنترنت
- مونستر سترايك - نوا
- سجلات راغناروك - أدام

### أفلام أنمي
- لو فوق الحائط - كونيو
- هل من الخطأ التعرف على الفتيات في الدانجون؟: سهم أوريون - هيرميس

## أدواره في ألعاب الفيديو
- هايكيو!! رابط! طلة القمة!! - تاداشي ياماغوتشي
- هايكيو!! كروس تيم ماتش! - تاداشي ياماغوتشي

## أدواره في الدبلجة اليابانية
- شباب العدالة - روبن الثاني
- روبي - لاي رين

## وصلات خارجية
- سوما سايتو على موقع IMDb (الإنجليزية)
- سوما سايتو على موقع روتن توميتوز (الإنجليزية)
- سوما سايتو على موقع ميوزك برينز (الإنجليزية)
- سوما سايتو على موقع قاعدة بيانات الفيلم (الإنجليزية)
- سوما سايتو على موقع كينوبويسك (الروسية)
- سوما سايتو على موقع ANN person (الإنجليزية)
- ameblo نسخة محفوظة 27 سبتمبر 2014 على موقع واي باك مشين.
- animenewsnetwork